# Čepkelių pelkė
Čepkelių pelkė este o arie protejată (arie specială de conservare — SAC, sit de importanță comunitară — SCI) din Lituania întinsă pe o suprafață de 12.752 ha, integral pe uscat.

## Localizare
Centrul sitului Čepkelių pelkė este situat la coordonatele 54°00′01″N 24°31′21″E / 54.0003°N 24.5225°E.

## Înființare
Situl Čepkelių pelkė a fost declarat sit de importanță comunitară în martie 2004 pentru a proteja 4 specii de plante și 4 specii de animale. Situl a fost protejat și ca arie specială de conservare în martie 2009.

## Biodiversitate
Situată în ecoregiunea boreală, aria protejată conține 15 habitate naturale: Vegetație psamofilă uscată cu pășuni deschise de Corynephorus și Agrostis, Lacuri și iazuri distrofice naturale, Formațiuni ierboase bogate în specii de Nardus, dezvoltate pe substraturi silicioase în zone montane (și în zone submontane, în Europa continentală), Pajiști cu Molinia pe soluri calcaroase, turboase sau argilos-nămoloase (Molinion caeruleae), Pajiști aluvionare boreale nordice, Turbării active, Mlaștini turboase de tranziție și turbării mișcătoare, Izvoare fino-scandinave și mlaștini produse de izvoare bogate în minerale, Mlaștini alcaline, Taiga vestică, Păduri caducifoliate bătrâne naturale hemiboreale fino-scandinave (Quercus, Tilia, Acer, Fraxinus sau Ulmus) bogate în specii epifite, Păduri fino-scandinave bogate în ierburi cu Picea abies, Păduri caducifoliate de mlaștină fino-scandinave, Mlaștini împădurite, Păduri central-europene de pin scoțian cu licheni.
La baza desemnării sitului se află mai multe specii protejate:
- plante (4): papucul doamnei (Cypripedium calceolus), o specie rară de mușchi (Drepanocladus vernicosus), moșișoare (Liparis loeselii), dedițelul (Pulsatilla patens)
- amfibieni (1): buhai de baltă cu burta roșie (Bombina bombina)
- mamifere (2): vidră de râu (Lutra lutra), liliac de iaz (Myotis dasycneme)
- nevertebrate (1): Boros schneideri

Pe lângă speciile protejate, pe teritoriul sitului au mai fost identificate 12 specii de plante, 1 specie de mamifere, 9 specii de nevertebrate, 2 specii de reptile.